# ایهود باراک
ایهود باراک (به عبری: אהוד ברק) فرمانده نظامی بازنشسته و سیاستمدار اسرائیلی است، که از سال ۱۹۹۹ تا ۲۰۰۱ به‌عنوان نخست‌وزیر اسرائیل ایفای نقش کرد. او در دوران تصدی بنیامین نتانیاهو بر این پست، مدتی سمت معاون نخست‌وزیر را برعهده داشت و سپس در ژوئن ۲۰۰۷ به عنوان وزیر دفاع این کشور شروع به فعالیت نمود. وی سابقه رهبری حزب کارگر اسرائیل را در کارنامه دارد.
ایهود باراک در نوامبر ۲۰۱۲ اعلام کرد که به زودی از سیاست کناره‌گیری می‌کند.